# Robert de Harlay
Pour les articles homonymes, voir Harlay.
Robert de Harlay, sieur de Sancy, né vers 1517 et mort en 1560, est conseiller du parlement de Paris en octobre 1543. 
Il est chargé par lettres patentes du roi Henri II du 14 août 1552, données à Foulembray, avec Antoine du Lion († 1556), également conseiller au parlement, et Christophe de Hérouard, lieutenant général (de 1524 à 1565) et juge présidial au bailliage de Chartres, de poursuivre la rédaction des coutumes de Châteauneuf en Thimerais (débutée le 15 novembre 1547), qui est achevée le 5 septembre. Il est présent au coutumier de 1556 pour son fief de Dancourt.

## Famille
Issu d'une famille nombreuse protestante, il était le 6e fils de Louis de Harlay († 1544), seigneur de Cézy et de Saint-Aubin-sur-Yonne, et de Germaine Cœur († 1526), dame de Beaumont, de Monglat et de Sancy, fille de Geoffroy Cœur (fils de Jacques) et d'Isabelle Bureau (fille héritière de Jean). Il épouse le 8 décembre 1544, Jacqueline II de Morainvillier, dame de Maule, avec qui il eut cinq fils, et deux filles : 
- Nicolas de Harlay conseiller du roi, Surintendant des Finances, Premier Maître d'Hôtel du roi, Colonel Général des Suisses
- Louis de Harlay, seigneur de Saint-Aubin. Gouverneur de la ville et du château de Saint-Maixent depuis 1588, il assiste à l'Assemblée de Loudun en 1596 et celle de Saumur en 1597[5]
- Robert de Harlay, baron de Monglat accéda en 1595, par démission de son frère aîné, à la charge de Premier Maître d'hôtel du roi.
- Jacques de Harlay († 1625), chevalier de Malte en 1573, commandeur de Coulours et de Saint-Jean-en-L'Isle sous Corbeil
- Gaspard, mort jeune
- Marie de Harlay, mariée à un catholique, Nicolas de La Boulaye, seigneur du Jarrier
- Anne de Harlay, mariée à un catholique, René de Dampont, seigneur d'Issou.

Un de ses frères, Christophe de Harlay (1504-1573), seigneur de Beaumont, est conseiller lai en 1531, et le 8e président à mortier du parlement de Paris en 1556. Il eut pour fils aîné Achille de Harlay.

## Décès
Il possédait un hôtel, bâti par Alexandre de la Tourette, président de la Cour des Monnaies, qui fut acheté, par Catherine de Médicis, et détruit pour permettre la construction du Petit Luxembourg et de ses Jardins,. Il avait un revenu de 40 000 livres, somme considérable pour l'époque. Il a été inhumé dans l'église de Maule où subsiste encore la pierre de sa sépulture, à demi effacée, "décédé le ....MVCLX.